# Milo Garage
O Milo Garage é uma casa noturna paulistana, localizada na avenida Pompeia, na região oeste da cidade.

## Conceito
Localizado em uma garagem, o Milo Garage se tornou um dos principais redutos do rock alternativo na cidade de São Paulo. Além disso, a casa também funciona como uma loja de discos.